# Daniel Luna
Daniel Andrés Luna García (Cali, 7 maggio 2003) è un calciatore colombiano, centrocampista del Maiorca.

## Carriera

### Club
Cresciuto nel settore giovanile del Deportivo Cali, ha debuttato in prima squadra il 30 gennaio 2021, in occasione dell'incontro di Categoría Primera A pareggiato 1-1 contro l'Envigado.

### Nazionale
Nel 2022 ha preso parte al Torneo di Tolone con la nazionale colombiana Under-19. Nel gennaio del 2023, è stato incluso dal selezionatore Héctor Cárdenas nella lista dei convocati della nazionale Under-20 partecipante al campionato sudamericano di calcio Under-20 2023 organizzato in casa, raggiungendo il terzo posto finale.
Il 9 maggio 2023 viene convocato per il Mondiale di categoria in Argentina.

## Statistiche

### Presenze e reti nei club
Statistiche aggiornate al 7 gennaio 2023.
| Stagione        | Squadra         | Campionato      | Campionato | Campionato | Coppe nazionali | Coppe nazionali | Coppe nazionali | Coppe continentali | Coppe continentali | Coppe continentali | Altre coppe | Altre coppe | Altre coppe | Totale | Totale |
| Stagione        | Squadra         | Comp            | Pres       | Reti       | Comp            | Pres            | Reti            | Comp               | Pres               | Reti               | Comp        | Pres        | Reti        | Pres   | Reti   |
| --------------- | --------------- | --------------- | ---------- | ---------- | --------------- | --------------- | --------------- | ------------------ | ------------------ | ------------------ | ----------- | ----------- | ----------- | ------ | ------ |
| 2021            | Deportivo Cali  | A               | 19         | 1          | CC              | 1               | 0               | CS                 | 0                  | 0                  |             | -           | -           | 20     | 1      |
| 2022            | Deportivo Cali  | A               | 23         | 4          | CC              | 0               | 0               | CL+CS              | 3+1                | 0                  | SC          | 0           | 0           | 27     | 4      |
| Totale carriera | Totale carriera | Totale carriera | 42         | 5          |                 | 1               | 0               |                    | 4                  | 0                  |             | 0           | 0           | 47     | 5      |

## Palmarès

### Club

#### Competizioni nazionali
- Campionato colombiano: 1

Deportivo Cali: 2021-II